# Campionati austriaci di sci alpino 2000
I Campionati austriaci di sci alpino 2000 si svolsero ad Altenmarkt-Zauchensee e a Sankt Lambrecht tra il 21 marzo e il 10 aprile. Il programma incluse gare di discesa libera, supergigante, slalom gigante, slalom speciale e combinata, sia maschili sia femminili.
Trattandosi di competizioni valide anche ai fini del punteggio FIS, vi parteciparono anche sciatori di altre federazioni, senza che questo consentisse loro di concorrere al titolo nazionale austriaco.

## Risultati

### Uomini

#### Discesa libera
| Pos. | Atleta             | Nazione | Tempo   |
| ---- | ------------------ | ------- | ------- |
| 1    | Michael Walchhofer | Austria | 1:24,94 |
| 2    | Christian Greber   | Austria | 1:25,17 |
| 3    | Fritz Strobl       | Austria | 1:25,46 |
| 4    | Norbert Holzknecht | Austria | 1:25,66 |
| 5    | Hannes Trinkl      | Austria | 1:25,72 |
| 6    | Werner Franz       | Austria | 1:25,76 |
| 7    | Klaus Kröll        | Austria | 1:25,98 |
| 8    | Roland Assinger    | Austria | 1:26,04 |
| 8    | Andreas Buder      | Austria | 1:26,04 |
| 10   | Stephan Görgl      | Austria | 1:26,40 |

Data: 10 aprile

Località: Altenmarkt-Zauchensee

#### Supergigante
| Pos. | Atleta             | Nazione  | Tempo   |
| ---- | ------------------ | -------- | ------- |
| 1    | Andreas Schifferer | Austria  | 1:12,45 |
| 2    | Christoph Gruber   | Austria  | 1:13,23 |
| 3    | Gregor Šparovec    | Slovenia | 1:13,60 |
| 4    | Benjamin Raich     | Austria  | 1:13,75 |
| 5    | Patrick Wirth      | Austria  | 1:14,04 |
| 6    | Ožbi Ošlak         | Slovenia | 1:14,15 |
| 7    | Norbert Holzknecht | Austria  | 1:14,21 |
| 8    | Stephan Görgl      | Austria  | 1:14,23 |
| 9    | Peter Pen          | Slovenia | 1:14,48 |
| 10   | Hannes Reichelt    | Austria  | 1:14,52 |

Data: 23 marzo

Località: Sankt Lambrecht

#### Slalom gigante
| Pos. | Atleta             | Nazione  | Tempo   |
| ---- | ------------------ | -------- | ------- |
| 1    | Benjamin Raich     | Austria  | 2:13,15 |
| 2    | Heinz Schilchegger | Austria  | 2:13,34 |
| 3    | Florian Seer       | Austria  | 2:14,07 |
| 4    | Hans Knauß         | Austria  | 2:14,43 |
| 4    | Ronald Stampfer    | Austria  | 2:14,43 |
| 6    | Rainer Salzgeber   | Austria  | 2:14,62 |
| 7    | Jernej Reberšak    | Slovenia | 2:14,86 |
| 8    | Patrick Wirth      | Austria  | 2:14,93 |
| 9    | Jernej Koblar      | Slovenia | 2:14,95 |
| 10   | Martin Marinac     | Austria  | 2:15,22 |

Data: 24 marzo

Località: Sankt Lambrecht

#### Slalom speciale
| Pos. | Atleta             | Nazione  | Tempo   |
| ---- | ------------------ | -------- | ------- |
| 1    | Mario Matt         | Austria  | 1:36,92 |
| 2    | Kilian Albrecht    | Austria  | 1:37,72 |
| 3    | Rainer Schönfelder | Austria  | 1:38,27 |
| 4    | Heinz Schilchegger | Austria  | 1:38,55 |
| 5    | Mario Reiter       | Austria  | 1:38,64 |
| 6    | Andreas Ertl       | Germania | 1:38,76 |
| 7    | Kurt Engl          | Austria  | 1:38,92 |
| 8    | Ronald Stampfer    | Austria  | 1:39,04 |
| 9    | Manfred Pranger    | Austria  | 1:39,32 |
| 10   | Mitja Valenčič     | Slovenia | 1:39,71 |

Data: 25 marzo

Località: Sankt Lambrecht

#### Combinata
| Pos. | Atleta           | Nazione |
| ---- | ---------------- | ------- |
| 1    | Kurt Engl        | Austria |
| 2    | Peter Struger    | Austria |
| 3    | Manfred Gstatter | Austria |

Data: 24 marzo-10 aprile

Località: Altenmarkt-Zauchensee, Sankt Lambrecht

Classifica stilata attraverso i piazzamenti ottenuti
in discesa libera, slalom gigante e slalom speciale

### Donne

#### Discesa libera
| Pos. | Atleta                   | Nazione | Tempo   |
| ---- | ------------------------ | ------- | ------- |
| 1    | Kerstin Reisenhofer      | Austria | 1:29,06 |
| 2    | Selina Heregger          | Austria | 1:30,17 |
| 3    | Christine Sponring       | Austria | 1:30,53 |
| 4    | Tanja Schneider          | Austria | 1:30,57 |
| 5    | Marianna Salchinger      | Austria | 1:30,78 |
| 6    | Marlies Schild           | Austria | 1:30,85 |
| 7    | Martina Lechner          | Austria | 1:30,96 |
| 8    | Christiane Mitterwallner | Austria | 1:30,97 |
| 9    | Michaela Kofler          | Austria | 1:31,04 |
| 10   | Veronika Thanner         | Austria | 1:31,06 |

Data: 10 aprile

Località: Altenmarkt-Zauchensee

#### Supergigante
| Pos. | Atleta                   | Nazione     | Tempo   |
| ---- | ------------------------ | ----------- | ------- |
| 1    | Brigitte Obermoser       | Austria     | 1:20,39 |
| 2    | Selina Heregger          | Austria     | 1:20,49 |
| 3    | Amanda Pirie             | Regno Unito | 1:20,75 |
| 4    | Michaela Dorfmeister     | Austria     | 1:20,91 |
| 5    | Michaela Kofler          | Austria     | 1:20,92 |
| 6    | Christiane Mitterwallner | Austria     | 1:21,16 |
| 7    | Alenka Dovžan            | Slovenia    | 1:21,24 |
| 8    | Anja Kalan               | Slovenia    | 1:21,28 |
| 9    | Doris Götzenbrucker      | Austria     | 1:21,42 |
| 10   | Ingrid Rumpfhuber        | Austria     | 1:21,47 |

Data: 23 marzo

Località: Sankt Lambrecht

#### Slalom gigante
| Pos. | Atleta                   | Nazione  | Tempo   |
| ---- | ------------------------ | -------- | ------- |
| 1    | Michaela Dorfmeister     | Austria  | 2:00,56 |
| 2    | Alenka Dovžan            | Slovenia | 2:00,75 |
| 3    | Brigitte Obermoser       | Austria  | 2:00,77 |
| 4    | Selina Heregger          | Austria  | 2:01,18 |
| 5    | Christiane Mitterwallner | Austria  | 2:01,34 |
| 6    | Renate Götschl           | Austria  | 2:01,40 |
| 7    | Petra Knor               | Austria  | 2:01,88 |
| 8    | Karin Köllerer           | Austria  | 2:02,10 |
| 9    | Martina Lechner          | Austria  | 2:02,30 |
| 10   | Elisabeth Görgl          | Austria  | 2:02,32 |

Data: 22 marzo

Località: Sankt Lambrecht

#### Slalom speciale
| Pos. | Atleta                    | Nazione   | Tempo   |
| ---- | ------------------------- | --------- | ------- |
| 1    | Karin Köllerer            | Austria   | 1:42,10 |
| 2    | Sabine Egger              | Austria   | 1:42,59 |
| 3    | Annemarie Gerg            | Germania  | 1:43,38 |
| 4    | Elisabeth Görgl           | Austria   | 1:43,40 |
| 5    | Renate Götschl            | Austria   | 1:43,54 |
| 6    | Eva Kurfürstová           | Rep. Ceca | 1:43,69 |
| 7    | Marlies Oester            | Svizzera  | 1:44,05 |
| 8    | Kumiko Kashiwagi          | Giappone  | 1:44,51 |
| 9    | Carolina Waidhofer-Dummer | Austria   | 1:44,52 |
| 10   | Maren Günter              | Germania  | 1:44,75 |

Data: 21 marzo

Località: Sankt Lambrecht

#### Combinata
| Pos. | Atleta             | Nazione |
| ---- | ------------------ | ------- |
| 1    | Christine Sponring | Austria |
| 2    | Veronika Thanner   | Austria |
| 3    | Manuela Mair       | Austria |

Data: 21 marzo-10 aprile

Località: Altenmarkt-Zauchensee, Sankt Lambrecht

Classifica stilata attraverso i piazzamenti ottenuti
in discesa libera, slalom gigante e slalom speciale